# Trượng
Trượng là một đơn vị đo chiều dài cổ của Việt Nam và Trung Hoa.
Nó nằm trong các đơn vị đo độ dài cổ theo hệ thập phân dựa trên một cây thước cơ bản. Một trượng bằng 10 thước.

## Việt Nam
Trước khi Pháp chiếm đóng Đông Dương, tồn tại nhiều loại thước ở Việt Nam, phục vụ cho các mục đích khác nhau và có độ dài khác nhau. Theo các tư liệu ghi chép và khảo cứu thì có ba loại thước chính: thước đo vải từ 0,6 đến 0,65 mét, thước đo đất khoảng 0,47 mét và thước nghề mộc từ 0,28 đến 0,5 mét. Từ các loại thước trên để suy ra chiều dài các loại trượng tương ứng.
Ngày 2 tháng 6 năm 1897, Toàn quyền Đông Dương Paul Doumer đã ra sắc lệnh quy định, kể từ ngày 1 tháng 1 năm 1898, ở địa bàn Bắc Kỳ thống nhất tất cả các loại thước thành một loại thước ta bằng 0,40 mét. Theo đó, một trượng dài 4 mét. Tuy nhiên, ở Trung Kỳ nước ta vẫn dùng chuẩn cũ với chiều dài 1 trượng = 4,7 mét.

### Khảo dị
Theo Từ điển tiếng Việt năm 1988 (tr. 1093), 1 trượng cũng có thể được hiểu bằng 4 thước mộc, khoảng 1,800 mét.

## Trung Hoa
Trong hệ đo lường cổ Trung Hoa, do thước Trung Quốc cổ dài khoảng 0,33 mét, một trượng Trung Hoa dài 3,33 mét.